# サッド・パピーズ
サッド・パピーズ（Sad Puppies）とは、2013年から2017年にかけてヒューゴー賞の結果に影響を与えようとするも成果の上がらなかった投票キャンペーン。彼らの思想は右翼的で、多様性を欠いていた。
SF作品やファンタジー作品を対象とした最も伝統ある（1953年より続く）毎年恒例の文学賞がヒューゴー賞である。2013年に作家ラリー・コレイアが自分の小説を同賞にノミネートさせるための組織票手段として活動が始まり、その翌年からは（2014年はコレイア、2015年は作家ブラッド・R・トージャーセンの主導で）提案した推薦リストをノミネートさせるための組織的手段に発展した。
2015年のヒューゴー賞では、サッド・パピーズおよび重複するラビッド・パピーズの推薦リストがいくつかの部門で全てのノミネートを席巻した。しかしヒューゴー賞の本投票では、これら部門のうちひとつを除く全部門が「受賞なし」に選ばれた（唯一の例外となった映像部門では、パピーズが推薦していたのはもともと人気の高かった映画であった）。翌年、サッド・パピーズ陣営は推薦リストではなく順位付け推奨リストの使用に変更したが、ラビッド・パピーズ陣営は追随しなかった。この活動によって本投票に残ったのは2部門だけであり、それも後に「受賞なし」に投票され、賞を獲得したサッド・パピーズ推薦作は同陣営と関わりのない元からの人気作品に過ぎなかった。2017年にサッド・パピーズ陣営は活動復帰せず、ラビッド・パピーズ陣営は推定80～90人の同意者と12の推薦リストを挙げるだけに留まった。どちらの陣営も2018年以降は活動しなくなった。

## 賞の背景
世界SF協会(WSFS)は、前年の最も素晴らしいSF・ファンタジーの作品および功績を対象に毎年ヒューゴー賞を授与している。ヒューゴー賞のノミネート作品と受賞作品は年一度の世界SF大会（通称ワールドコン）の参加登録者によって選ばれ、その夜の発表が中心イベントとなる。WSFS規約における選考プロセスは、部門ごとにノミネート5作品での優先順位付投票制だと定められている。同賞は12以上の部門に分かれており、執筆作品とドラマ（映像劇）作品どちらの部門もある。
ヒューゴー賞の各部門で、有権者は選択肢のひとつとして「受賞なし」に投票できる。候補者の誰一人としてこの賞に値しないと感じた場合や、この部門全体を廃止すべきだと感じた場合に、そうすべきだと有権者に指示されている。第1位選択以外での「受賞なし」への投票については、「受賞なし」より上位の候補作がヒューゴー賞に値する一方、下位の候補作は値しないと有権者が考えていることになる。
サッド・パピーズ活動が活発だった当時、最終候補はその年に有権者から最も推薦を集めた各部門の上位5作品で構成され、推薦可能な件数に制限はなかった。最終候補を決める予備投票は1月から3月にかけて行われ、最終候補5件による本投票は概ね4月から7月に行われる（その年のワールドコン開催時期しだいで変わる）。通例だとワールドコンは毎年9月初旬頃に世界中の様々な都市で開催される。 

## 経緯

### 2013年の活動
コレイアが初めてサッド・パピーズの活動を開始したのは2013年、自著の一つMonster Hunter Legionが同年のヒューゴー賞 長編小説部門の候補になりうる、と自身のブログ上で述べた時だった。「サッド・パピーズ」という名は、サラ・マクラクランの登場する
動物虐待防止協会（SPCA）広告に由来するもので、子犬の不幸な様子（puppy sadness）は「退屈なメッセージ小説賞受賞」が要因である、という冗談である。この活動は主に自著Monster Hunter Legionをノミネートさせようとするものだった。
この一回目の活動は失敗した。Monster Hunter Legionへの推薦は101票で、本投票候補へは17票足りずに落選した。

### 2014年の活動
二回目の活動は2014年1月に開始された。2014年の推薦12作のうち、コレイアの著作Warboundを含む7作が7部門で本投票に残った。
推薦7作のうち最下位にならなかったのは編集者部門のトニ・ワイスコフだけである。コレイアのWarboundは5位（最下位）に終わった。ノミネート作品のひとつである短編小説"Opera Vita Aeterna"は、同部門の「受賞なし」よりも下である5作中6位となった。

### 2015年の活動
三回目の活動はブラッド・R・トージャーセンが引き継ぎ、2015年2月1日に推薦リストを発表した。トージャーセンは、より文学的な作品や革新的な政治テーマを含む物語をより支持するヒューゴー賞有権者によって人気作品がしばしば不当に見過ごされている、と主張した。推薦リストに記載された候補者は主に男性だったが、女性候補や様々な人種背景の候補者も含まれていた。
第二の推薦リスト「ラビッド・パピーズ」が、その翌日にヴォックス・デイ（"Opera Vita Aeterna"の著者）より発表され、これはサッド・パピーズの推薦リストから大半の作品を借用しつつも作品を追加し、似ているものの完全重複ではないリストとなっていた。サッド・パピーズの推薦リストはあくまで「推奨」として挙げられているものだったが、デイのほうは自分の支持者にこの推薦リストを「正確にそのまま」ノミネートするよう明示していた。 
両者が推進するよく似た組織票が、投票の多くを占めた。ラビッド・パピーズの推薦リストは、推薦作68のうち58作を最終候補とすることに成功した。このうち2作品はデイの自著で、11作品は彼が編集長を務めるフィンランドの零細出版社Castalia Houseから出版された作品だった。
この活動がファンや作家の間で論争を引き起こし、少なくとも6人の推薦候補者は最終候補作が公開された後ノミネートを辞退した。多くの人々が「受賞なし」投票を呼びかけ、複数部門のヒューゴー賞を獲得したコニー・ウィリスは同賞の授与を辞退してしまった。
Tor Books（主にSF・ファンタジーを手掛けるニューヨーク拠点の出版社）のアイリーン・ガロは、自身の個人的なFacebookページで、サッド・パピーズおよびラビッド・パピーズをそれぞれ「悔い改めない人種差別主義者、女性差別者、同性愛者」および「ネオナチに至る極右翼」だと記した。ただし彼女は、これがTor Books公式の立場ではないことを言明した。
様々なメディアが、両陣営を女性と非白人の作家および登場人物を優先する「アファーマティブ・アクションな賞」に反対する「ニッチで学術的であからさま（に左翼的）な」候補者と受賞者への反発だと論じた。推薦リストは「白人男性の団体」による「右翼」で「組織化されたバックラッシュ」だと評され、ゲーマーゲート集団嫌がらせ事件との繋がりや類似性を指摘された。ジョージ・R・R・マーティンはこの論争を「パピーゲート（Puppygate）」と呼んだ。ラビッド・パピーズ派についてはオルタナ右翼政治活動の会員または心酔者だと説明されている。活動を支持した保守系記者デビッド・フレンチは、この否定的な反応を「左翼」「中傷」だと評した。
全体で、サッド・パピーズの推薦60作のうち51作およびラビッド・パピーズ推薦67作のうち58作が本投票に残った。5部門（関連書籍部門 、短編小説部門、中長編小説部門、短編編集者部門、長編編集者部門）については、ノミネートの全てがパピーズの推薦作で占められた。 
パピーズの推薦候補が独占した部門は、全員が受賞なしよりも下の順位となったため、ヒューゴー賞は授与されなかった。長編映像部門を除く他の全部門（ファンライター、ファンキャスト、ファンジン、セミプロジン、プロアーティスト、グラフィックストーリー、中編小説、長編小説の部門）で全てのパピーズ推薦作が受賞なしより下の順位となった。これはジョン・W・キャンベル新人賞（現：アスタウンディング新人賞）でも同様だった。パピーズ推薦作リストに出ていた唯一の受賞作は『ガーディアンズ・オブ・ギャラクシー (映画)』だった。

### 2016年の活動
2015年3月、文筆家のケイト・ポールクが四回目のサッド・パピーズ活動を実施するつもりだと発表した。再び、ヴォックス・デイがラビッド・パピーズの改変リストをまとめた。
両リストに推奨された作家の数名（中編小説"Slow Bullets"のアレステア・レナルズなど）が削除を要求したが、削除されなかった。
2016年4月に最終候補作が発表され、両団体のリストに登場していた複数の候補が含まれていたが、前年よりも数は減った。ラビッド・パピーズ候補81作のうち 64作品が最終候補作リストに残った。サッド・パピーズ4回目のリストにおいて選出プロセスの変更があったことと、両リストに一般に人気の作品が数多く重複掲載されているため、最終候補作となった（ニール・ゲイマンやニール・スティーヴンスンなどの）作品の多くについてはパピーズのリストの効果だった可能性は低い、とジョン・スコルジーはロサンゼルス・タイムズ紙で述べた。
最終候補としては、長編小説部門の3作品がサッド・パピーズの推薦リストに記載されたもので、中長編小説部門は5作品全て、中編小説部門で3作品、短編小説部門で3作品、ファンライター部門で2名、長編映像部門で4作品が残った。
本投票では、サッド・パピーズ推薦リストの掲載作品が中長編小説（ネディ・オコラフォ）、中編小説（郝景芳）、短編小説（ナオミ・クリッツァー）の各部門で受賞した。ラビッド・パピーズの候補リスト作品は中編小説部門のみ受賞となった。ガーディアン紙はこの結果をラビッド・パピーズおよびサッド・パピーズの敗北と評した。2部門（ファンキャストと関連書籍）で「受賞なし」の結果となり、その他の受賞者はパピーズ推薦リストに掲載されなかったものや、パピーズ団体と無関係な人々であると考えられた。

### 2017年の活動
「組織票」の効力を減らすため、2017年からヒューゴー賞選考プロセスの変更が実施された。 
2017年のヒューゴー賞では、作家サラ・ホイットがサッド・パピーズ5回目の活動を行うと告知して、推薦リストを近々に発表すると述べたが、そうした活動は実施されなかった。